# IC 4723
IC 4723 је спирална галаксија у сазвјежђу Паун која се налази на листи објеката дубоког неба у Индекс каталогу.
Деклинација објекта је - 63° 22' 36" а ректасцензија 18h 35m 56,2s. Привидна величина (магнитуда) објекта IC 4723 износи 13,8 а фотографска магнитуда 14,7. IC 4723 је још познат и под ознакама ESO 103-27, AM 1831-671, IRAS 18311-6325, PGC 62099.